# Satsuki Shō
Groupe 1
Le Satsuki Shō (皐月賞) est une course hippique de plat se déroulant en avril sur l'Hippodrome de Nakayama, dans la ville de Funabashi, Chiba, au Japon.
Créée en 1939, c'est une course de Grade I réservée aux chevaux de 3 ans, hongres exclus. Elle se dispute sur la distance de 2 000 mètres. Équivalent des 2000 Guinées, le Satsuki Shō réunit les meilleurs 3 ans japonais, c'est la première manche de la Triple Couronne japonaise, avant le Tokyo Yūshun (équivalent du Derby d'Epsom) et avant le Kikuka Shō (équivalent du St. Leger). L'allocation s'élève à 325 000 000 yens. Si la course est ouverte aux femelles, rares sont celles qui s'y aventurent. Seules deux pouliches sont parvenues à s'y imposer, Tokitsukaze en 1947 et Hide Hikari en 1948.

## Palmarès depuis 1990
| Année   | Vainqueur      | Père            | Jockey             | Entraîneur         | Propriétaire              | Deuxième         | Troisième         | Temps   |
| ------- | -------------- | --------------- | ------------------ | ------------------ | ------------------------- | ---------------- | ----------------- | ------- |
| 2024    | Justin Milano  | Kizuna          | Keita Tosaki       | Yasuo Tomomichi    | Masahiro Miki             | Cosmo Kuranda    | Jantar Mantar     | 1'57"10 |
| 2023    | Sol Oriens     | Kitasan Black   | Takeshi Yokoyama   | Takahisa Tezuka    | Shadai Race Horse Co. Ltd | Tastiera         | Phantom Thief     | 2'00"60 |
| 2022    | Geoglyph       | Drefong         | Yuichi Fukunaga    | Tetsuya Kimura     | Sunday Racing Co. Ltd.    | Equinox          | Do Deuce          | 1'59"70 |
| 2021    | Efforia        | Epiphaneia      | Takeshi Yokoyama   | Yuichi Shikato     | U Carrot Farm             | Titleholder      | Stella Veloce     | 2'00"60 |
| 2020    | Contrail       | Deep Impact     | Yuichi Fukunaga    | Yoshito Yahagi     | Shinji Maeda              | Salios           | Galore Creek      | 2'00"70 |
| 2019    | Saturnalia     | Lord Kanaloa    | Christophe Lemaire | Katsuhiko Sumii    | U Carrot Farm             | Velox            | Danon Kingly      | 1'58"10 |
| 2018    | Epoca d'Oro    | Orfevre         | Keita Tosaki       | Hideaki Fujiwara   | K Hidaka Breeders Union   | Sans Rival       | Generale Uno      | 2'00"80 |
| 2017    | Al Ain         | Deep Impact     | Kohei Matsuyama    | Yasutoshi Ikee     | Sunday Racing Co. Ltd.    | Persian Knight   | Danburite         | 1'57"80 |
| 2016    | Dee Majesty    | Deep Impact     | Masayoshi Ebina    | Yoshitaka Ninomiya | Masaru Shimada            | Makahiki         | Satono Diamond    | 1'57"90 |
| 2015    | Duramente      | King Kamehameha | Mirco Demuro       | Noriyuki Hori      | Sunday Racing Co. Ltd.    | Real Steel       | Kitasan Black     | 1'58"20 |
| 2014    | Isla Bonita    | Fuji Kiseki     | Masayoshi Ebina    | Hironori Kurita    | Shadai Race Horse Co. Ltd | To The World     | Win Full Bloom    | 1'59"60 |
| 2013    | Logotype       | Lohengrin       | Mirco Demuro       | Tsuyoshi Tanaka    | Teruya Yoshida            | Epiphaneia       | Codino            | 1'58"00 |
| 2012    | Gold Ship      | Stay Gold       | Hirouki Uchida     | Naosuke Sugai      | Hidekazu Kobayashi        | World Ace        | Deep Brillante    | 2'01"30 |
| 2011[1] | Orfevre        | Stay Gold       | Kenichi Ikezoe     | Yasutoshi Ikee     | Sunday Racing Co. Ltd.    | Sadamu Patek     | Danon Ballade     | 2'00"60 |
| 2010    | Victoire Pisa  | Neo Universe    | Yasunari Iwata     | Katsuhiko Sumii    | Yoshimi Ichikawa          | Hiruno Damour    | Eishin Flash      | 2'00"80 |
| 2009    | Unrivaled      | Neo Universe    | Yasunari Iwata     | Yasuo Tomomichi    | Sunday Racing             | Triumph March    | Seiun Wonder      | 1'58"70 |
| 2008    | Captain Thule  | Agnes Tachyon   | Yuuga Kawada       | Hideyuki Mori      | Shadai Race Horse Co. Ltd | Take Mikazuchi   | Meiner Charles    | 2'01"70 |
| 2007    | Victory        | Brian's Time    | Katsuharu Tanaka   | Hidetaka Otonashi  | Hideko Kondo              | Sun Zeppelin     | Fusaichi Ho O     | 1'59"90 |
| 2006    | Meisho Samson  | Opera House     | Mamoru Ishibashi   | Tsutomu Setoguchi  | Yoshio Matsumoto          | Dream Passport   | Fusaichi Junk     | 1'59"90 |
| 2005    | Deep Impact    | Sunday Silence  | Yutaka Take        | Yasuo Ikee         | Kaneko Makoto             | Six Sense        | Admire Japan      | 1'59"20 |
| 2004    | Daiwa Major    | Sunday Silence  | Mirco Demuro       | Hiroyuki Uehara    | Daiwa Shoji Co.           | Cosmo Bulk       | Meisho Bowler     | 1'58"60 |
| 2003    | Neo Universe   | Sunday Silence  | Mirco Demuro       | Tsutomu Setoguchi  | Shadai Race Horse Co. Ltd | Sakura President | Eishin Champ      | 2'01"20 |
| 2002    | No Reason      | Brian's Time    | Brett Doyle        | Yasuo Ikee         | Shinji Maeda              | Tiger Cafe       | Tanino Gimlet     | 1'58"50 |
| 2001    | Agnes Tachyon  | Sunday Silence  | Hiroshi Kawachi    | Hiroyuki Nagahama  | Takao Watanebe            | Dantsu Flame     | Jungle Pocket     | 2'00"30 |
| 2000    | Air Shakur     | Sunday Silence  | Yutaka Take        | Hideyuki Mori      | Lucky Field Co Ltd        | Daitaku Riva     | Titanic O         | 2'01"80 |
| 1999    | T M Opera O    | Opera House     | Ryuji Wada         | Ichizo Iwamoto     | Masatsugu Takezono        | Osumi Bright     | Narita Top Road   | 2'00"70 |
| 1998    | Seiun Sky      | Sheriff's Star  | Norihiro Yokoyama  | Kazutaka Yasuda    | Masayuki Nishiyama        | King Halo        | Special Week      | 2'01"30 |
| 1997    | Sunny Brian    | Brian's Time    | Naohiro Onishi     | Senji Nakao        | Moriyasu Miyazaki         | Silk Lightning   | Fujiyama Bizan    | 2'02"00 |
| 1996    | Ishino Sunday  | Sunday Silence  | Hirofumi Shii      | Kenji Yamauchi     | Ishino Co Ltd             | Royal Touch      | Meisho Genie      | 2'00"70 |
| 1995    | Genuine        | Sunday Silence  | Yukio Okabe        | Yasuhisa Matsuyama | Sunday Racing Co. Ltd.    | Tayasu Tsuyoshi  | Automatic         | 2'02"50 |
| 1994    | Narita Brian   | Brian's Time    | Katsumi Minai      | Masaaki Okubo      | Hidenori Yamaji           | Sakura Super O   | Fujino Makken O   | 1'59"00 |
| 1993    | Narita Taishin | Rivlia          | Yutaka Take        | Masaaki Okubo      | Hidenori Yamaji           | Biwa Hayahide    | Cyclennon Sheriff | 2'00"20 |
| 1992    | Mihono Bourbon | Magnitude       | Sadahiro Kojima    | Tameo Toyama       | Mihono International      | Narita Taisei    | Stant Man         | 2'01"40 |
| 1991    | Tokai Teio     | Symboli Rudolf  | Takayuki Yasuda    | Shouichi Matsumoto | Masanori Uchimura         | Shako Grade      | Iide Saison       | 2'01"80 |
| 1990    | Haku Taisei    | Haiseiko        | Katsumi Minai      | Tadashi Fuse       | Shigeo Watanabe           | Ines Fujin       | Mejiro Ryan       | 2'02"20 |

## Vainqueurs précédents
- 1939 - Rock Park
- 1940 - World Mine
- 1941 - St Lite
- 1942 - Arbeit
- 1943 - Dielec
- 1944 - Kuri Yamato
- 1945 - pas de course
- 1946 - pas de course
- 1947 - Tokitsukaze
- 1948 - Hide Hikari
- 1949 - Tosa Midori
- 1950 - Kumono Hana
- 1951 - Tokino Minoru
- 1952 - Kurino Hana
- 1953 - Bostonian
- 1954 - Dainana Hoshu
- 1955 - Kegon
- 1956 - Hekiraku
- 1957 - Kazuyoshi
- 1958 - Taisei Hope
- 1959 - Wildeal
- 1960 - Kodama
- 1961 - Shin Tsubame
- 1962 - Yamano O
- 1963 - Meizui
- 1964 - Shinzan
- 1965 - Chitose O
- 1966 - Nihon Pillow Ace
- 1967 - Ryuzuki
- 1968 - Martis
- 1969 - Wild More
- 1970 - Tanino Moutiers
- 1971 - Hikaru Imai
- 1972 - Land Prince
- 1973 - Haiseiko
- 1974 - Kitano Kachidoki
- 1975 - Kaburaya O
- 1976 - Tosho Boy
- 1977 - Hard Berge
- 1978 - Fantast
- 1979 - Bingo Garoo
- 1980 - Hawaiian Image
- 1981 - Katsu Top Ace
- 1982 - Azuma Hunter
- 1983 - Mr. C.B.
- 1984 - Symboli Rudolf
- 1985 - Miho Shinzan
- 1986 - Dyna Cosmos
- 1987 - Sakura Star O
- 1988 - Yaeno Muteki
- 1989 - Doctor Spurt